# کورایی، خیبر پختونخوا
کورایی (به انگلیسی: Kurai) یک شهرک در پاکستان است که در ناحیه دیره اسماعیل خان واقع شده‌است.